# Château du Landsberg
Pour les articles homonymes, voir Landsberg.
Le château du Landsberg ou château de Landsberg est situé sur le ban de la commune de Heiligenstein, dans le Bas-Rhin (Région naturelle : Collines sous-vosgiennes Est), et faisait partie de la ceinture de châteaux forts protégeant l’abbaye de Sainte-Odile.
Le château fait l’objet d’un classement au titre des monuments historiques depuis octobre 1965.
Appelée Schlosselblum en alsacien, une plante méditerranéenne rare dans le nord de l'Europe, l'Éranthe d'hiver ou Eranthis hyemalis, pousse aux abords de ce château et y fleurit en tapis tous les ans entre janvier et mars.

## Historique

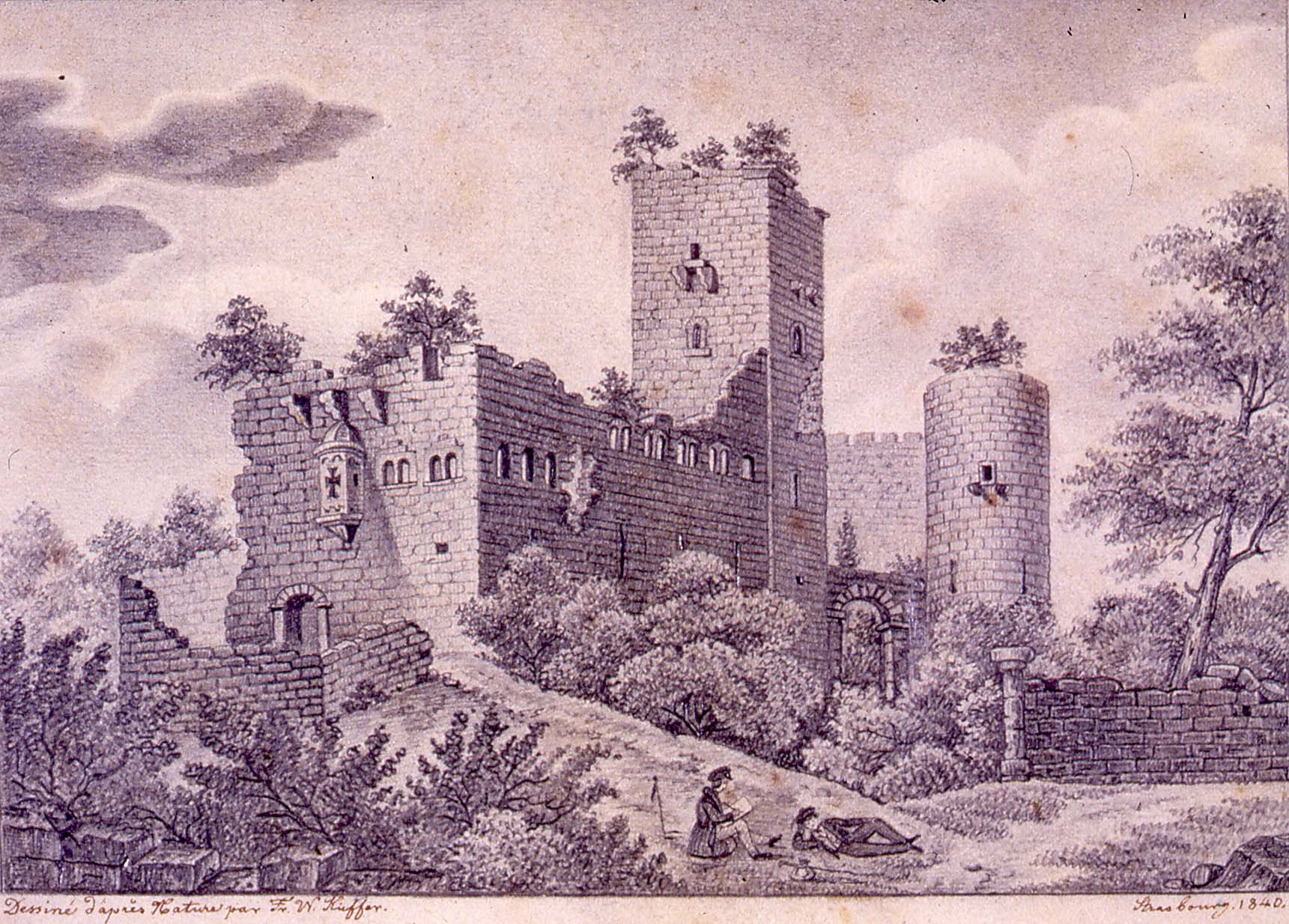
La ruine du Landsberg - Vue nord-est - Gravure - F.W. Kieffer, 1841

Vers 1197-1200, Conrad de Vienhege, chevalier fait édifier le château du Landsberg, dont il prit le nom, sur un terrain qu'il a obtenu de l'abbesse de Nierdermunster. Le château comportait un corps de logis, un donjon et probablement une basse-cour. Le texte délimite la forêt qui en dépend et mentionne une carrière de pierre ainsi qu'une fosse à calcaire pour fabriquer la chaux. En 1200, il est attesté par une charte signée notamment par Otton de Bourgogne. Vers 1235, il est agrandi au nord-ouest par un nouveau château qui comportait une courtine flanquée de deux tours circulaires, deux logis et une vaste basse-cour.
Le château était destiné à assurer la défense des abbayes de Hohenbourg (au Mont Sainte-Odile), Niedermunster, Truttenhausen et Andlau.
Vers la fin du 3e quart du XVe siècle, le château délabré est remanié et adapté aux armes à feu, et étendu vers le sud-est.
Un auteur indique, mais sans date ni source, que le château de Landsberg aurait figuré parmi les lieux de sabbat nommés dans les procès de sorcellerie a Meistratzheim au XVIIe siècle.

## Description
Le château du Landsberg est construit sur un contrefort granitique à 580 m d'altitude, en contrebas du Mont Sainte-Odile et du Mur païen qui le ceinture.
Propriété depuis 1808 de la famille de Turckheim, il est situé sur la commune de Heiligenstein dans le Bas-Rhin.

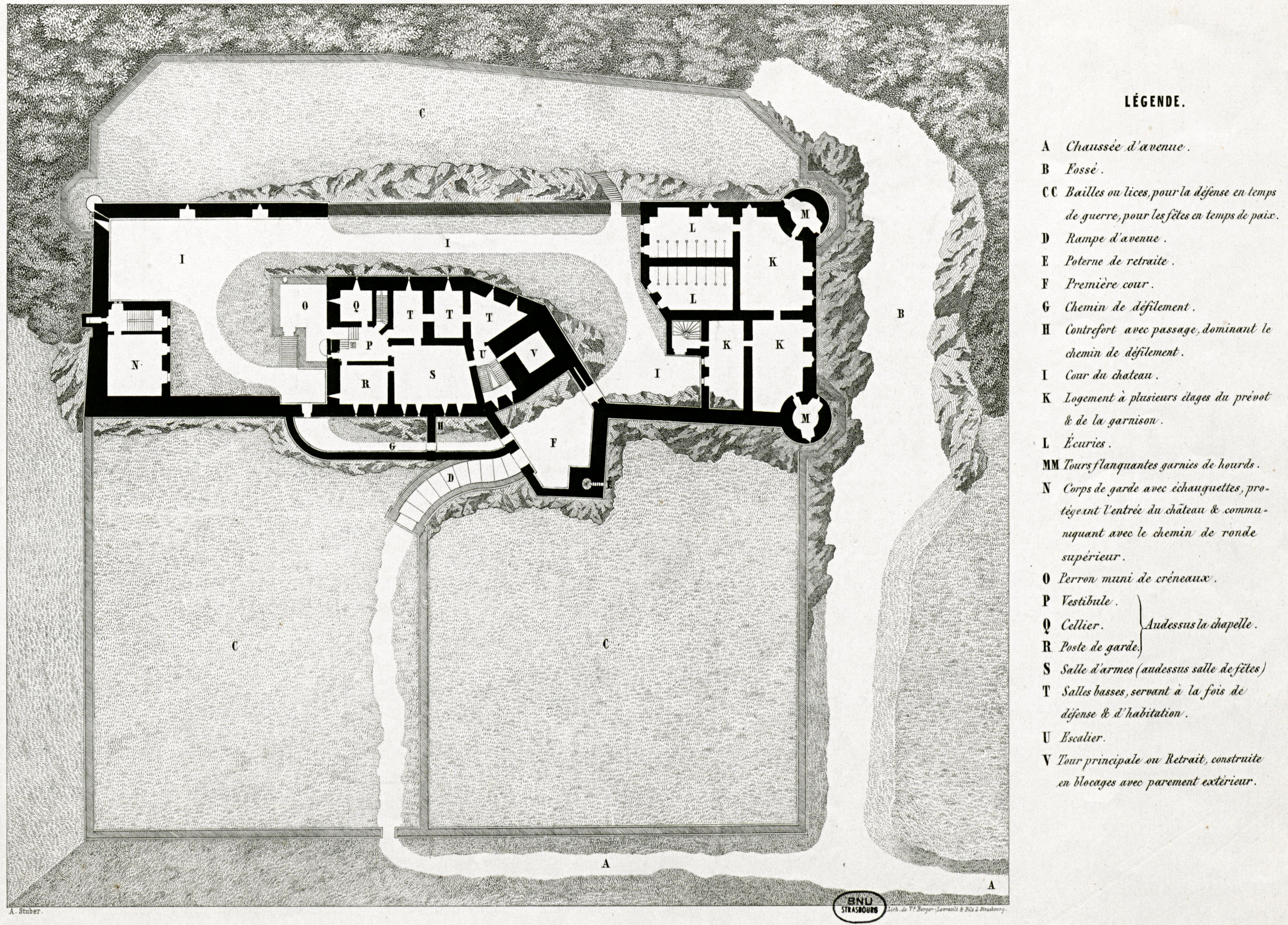
Plan du Château de Landsberg, A. Stuber, 1860.

Il est constitué de deux châteaux séparés par un fossé : un château vieux érigé juste avant 1200 et un château neuf situé à l'Ouest du premier, érigé dans vers 1235.
Le château vieux est constitué d'un donjon quadrangulaire protégeant un palais.
Le château neuf, de plan carré, est formé de trois courtines et de deux tours rondes d'angle percées d'archères ainsi que de deux logis.
Les deux châteaux ont été unifiés au XVe siècle et l'ensemble de la forteresse a été remanié pour être adapté à l'usage des armes à feu.
Les plans et dessins des fouilles effectuées en 1981  montrent les différentes parties du château et leurs remaniements.
Sur la façade est du palais du vieux château l'oriel (XIIe siècle), qui abrite le chœur de la chapelle castrale, comporte une ouverture cruciforme.
Ce chœur était décoré de peintures murales. Un Christ bénissant, entouré d'anges, protégeait symboliquement l'entrée du château.

## Galerie photo

### Le château et les environs

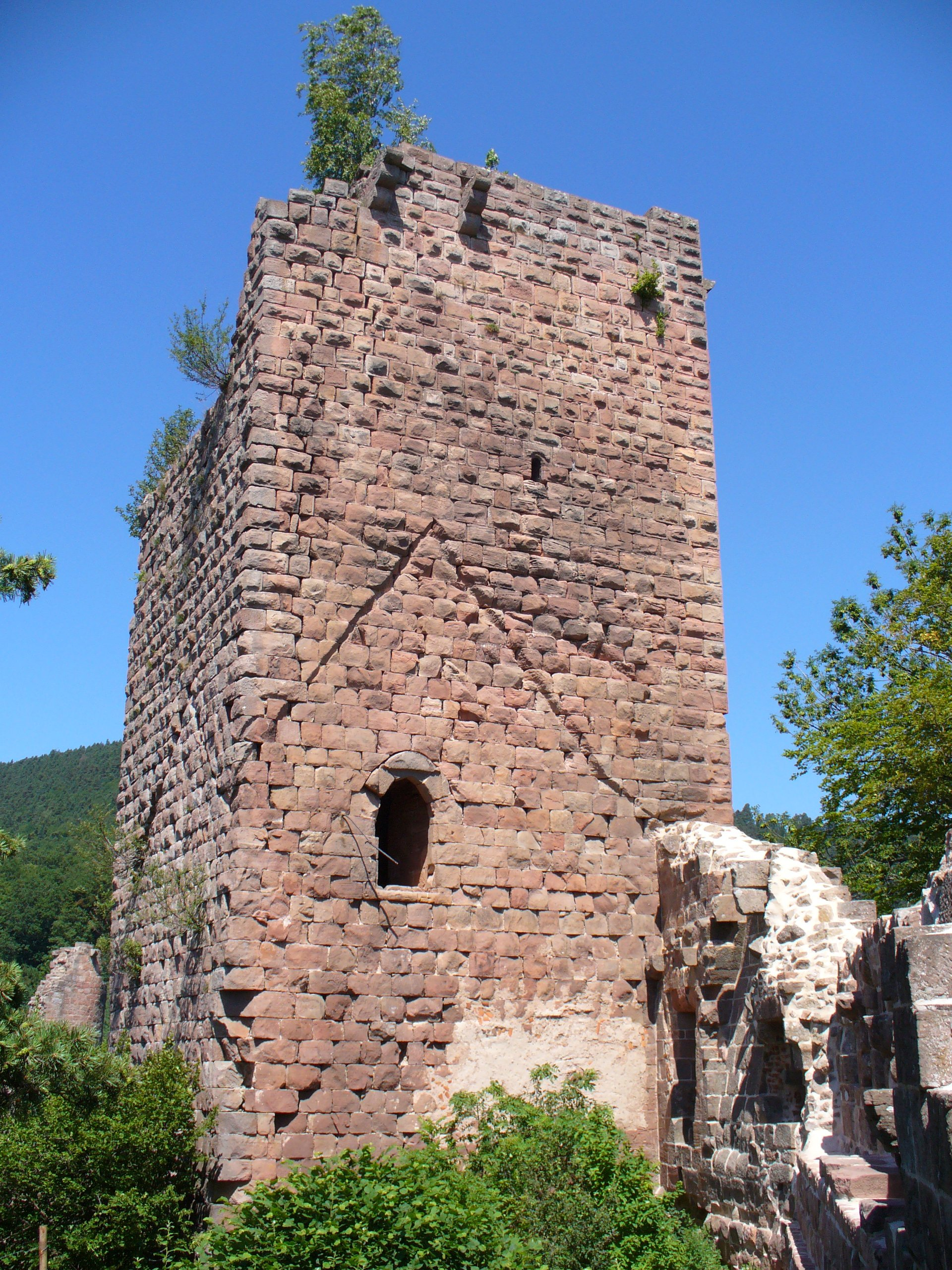
Le donjon carré dans le vieux château.
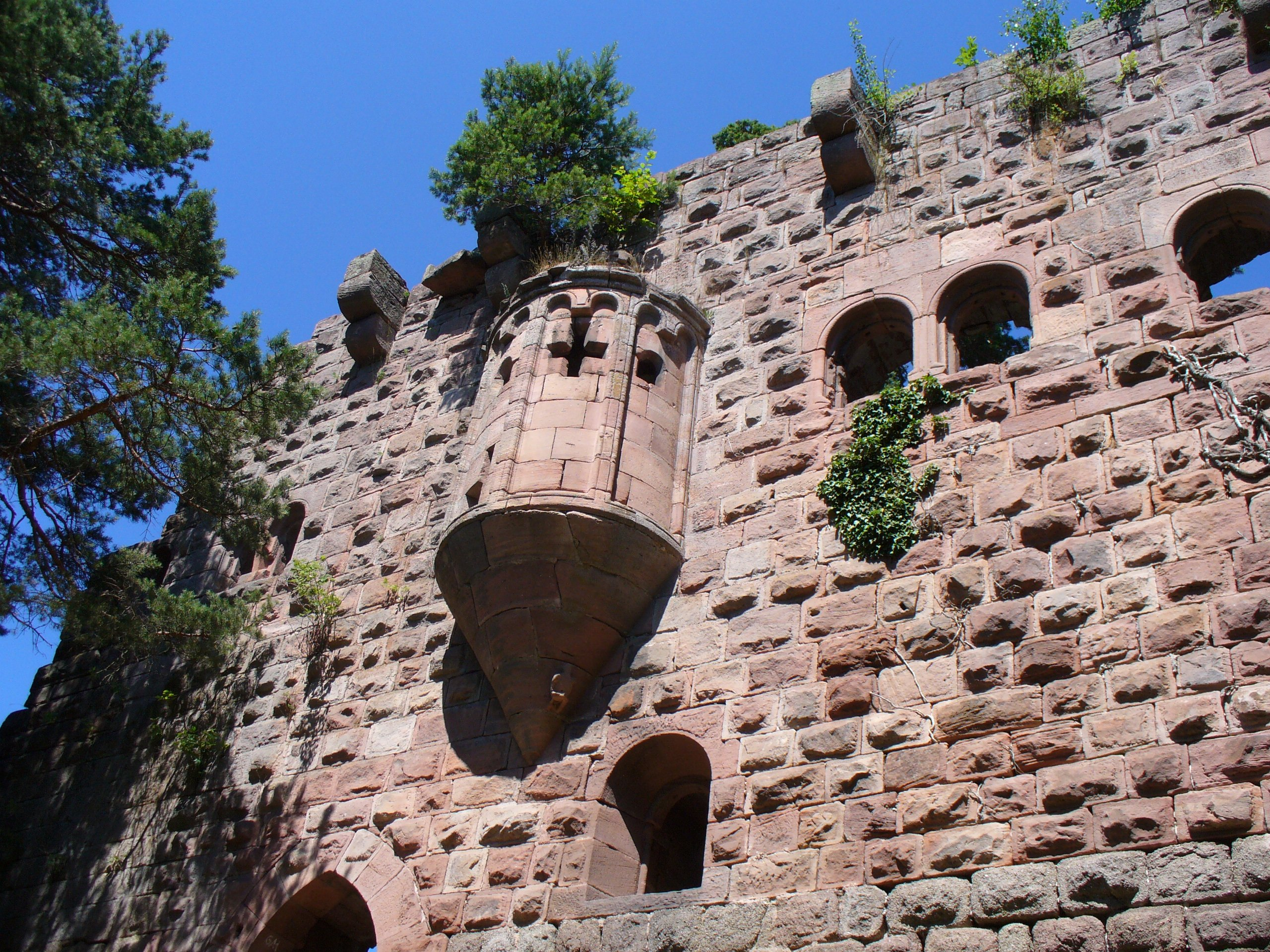
Oriel de la chapelle du vieux château, façade est.
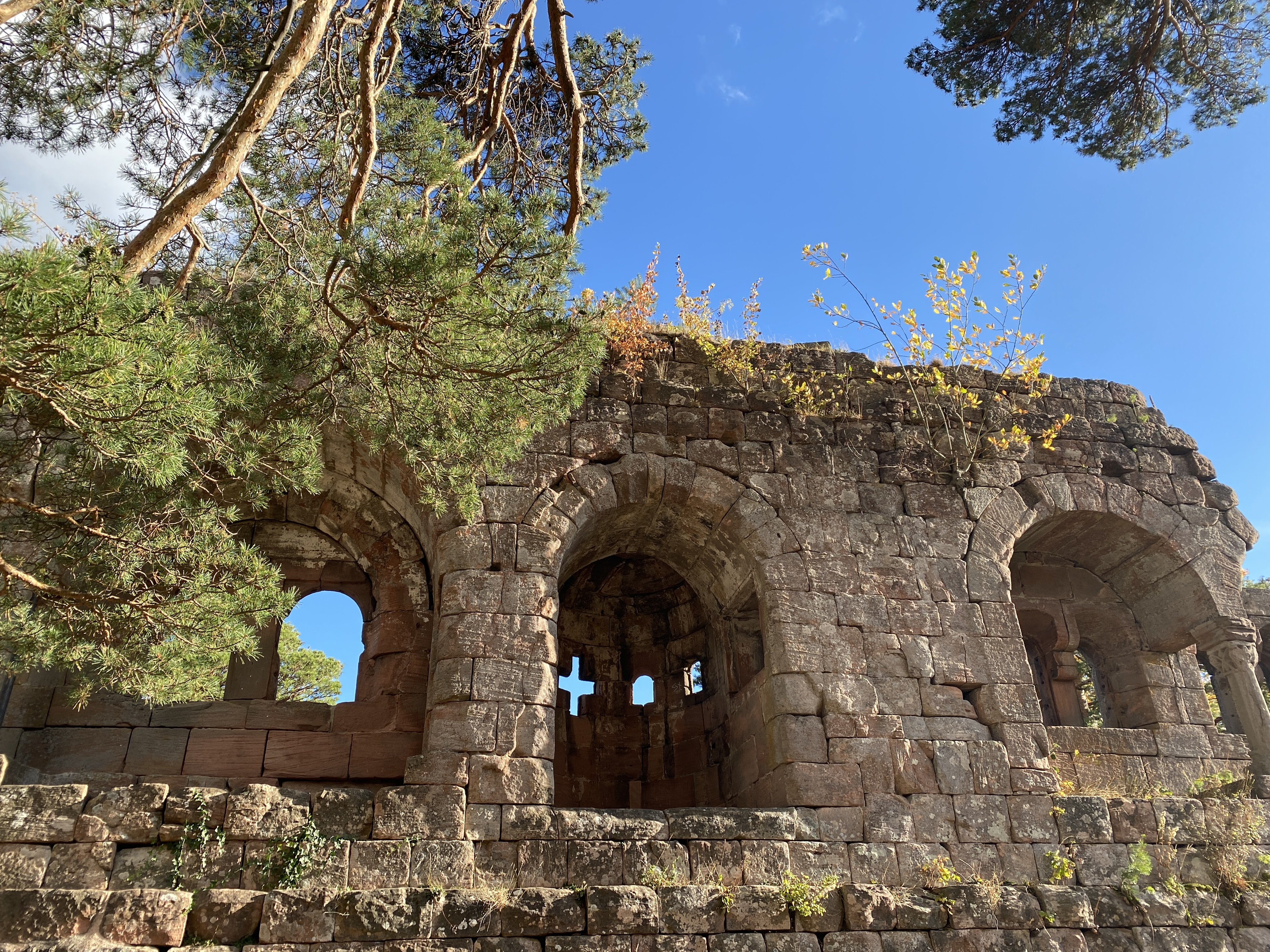
Mur intérieur du vieux château, façade est. Oriel de la chapelle et fenêtres.
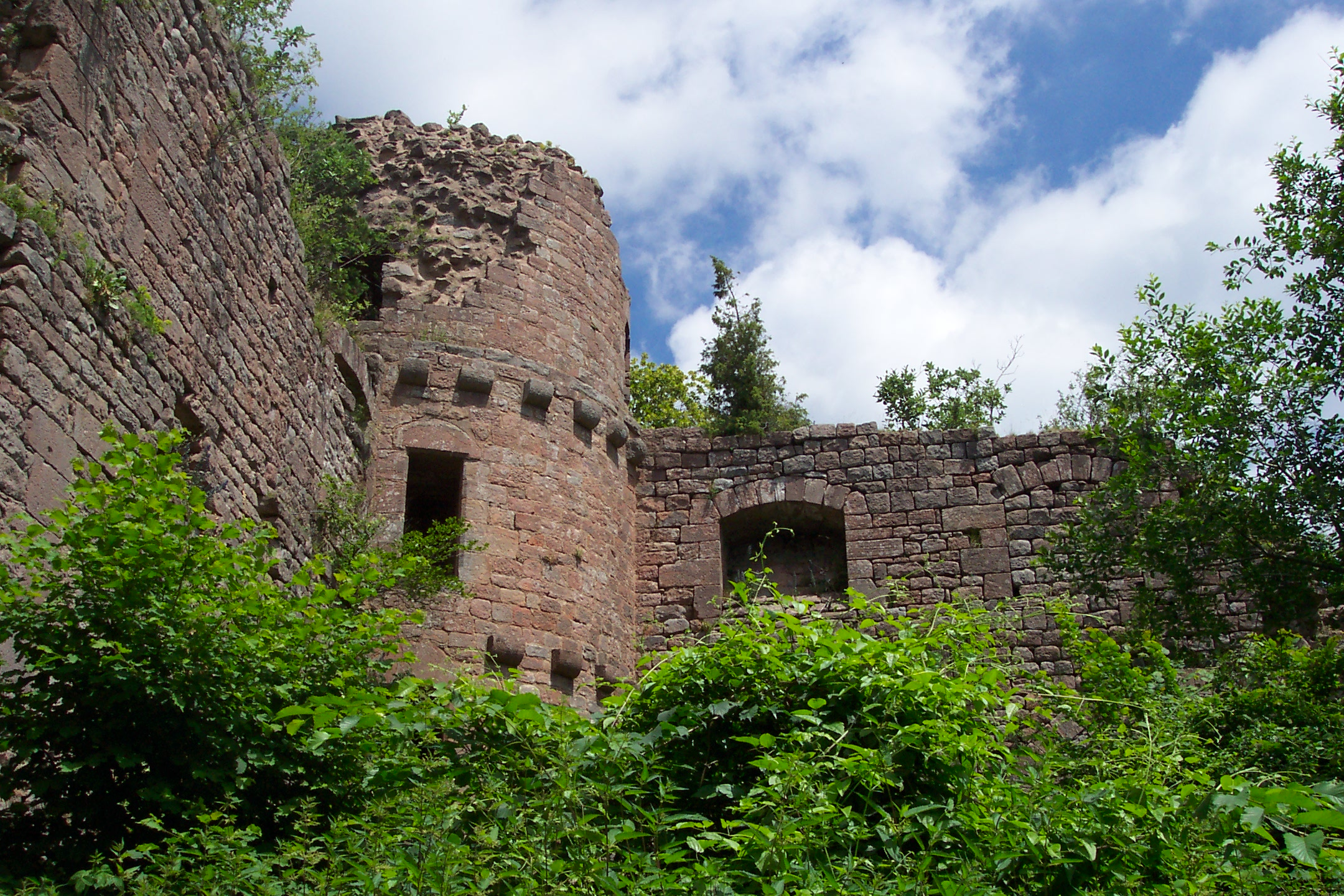
La courtine ouest et la tour ronde nord en 2010.
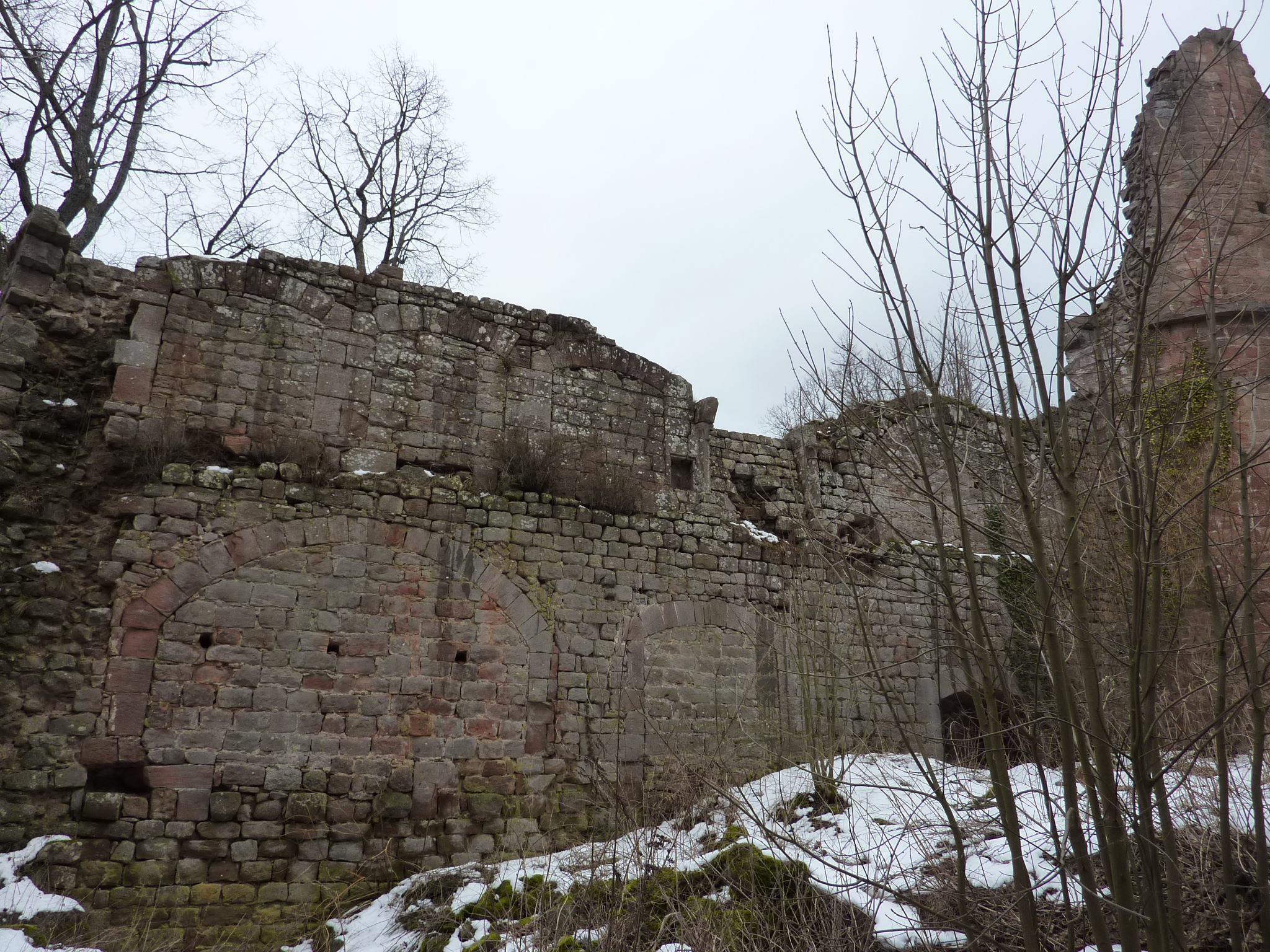
La courtine sud et les vestiges du logis.
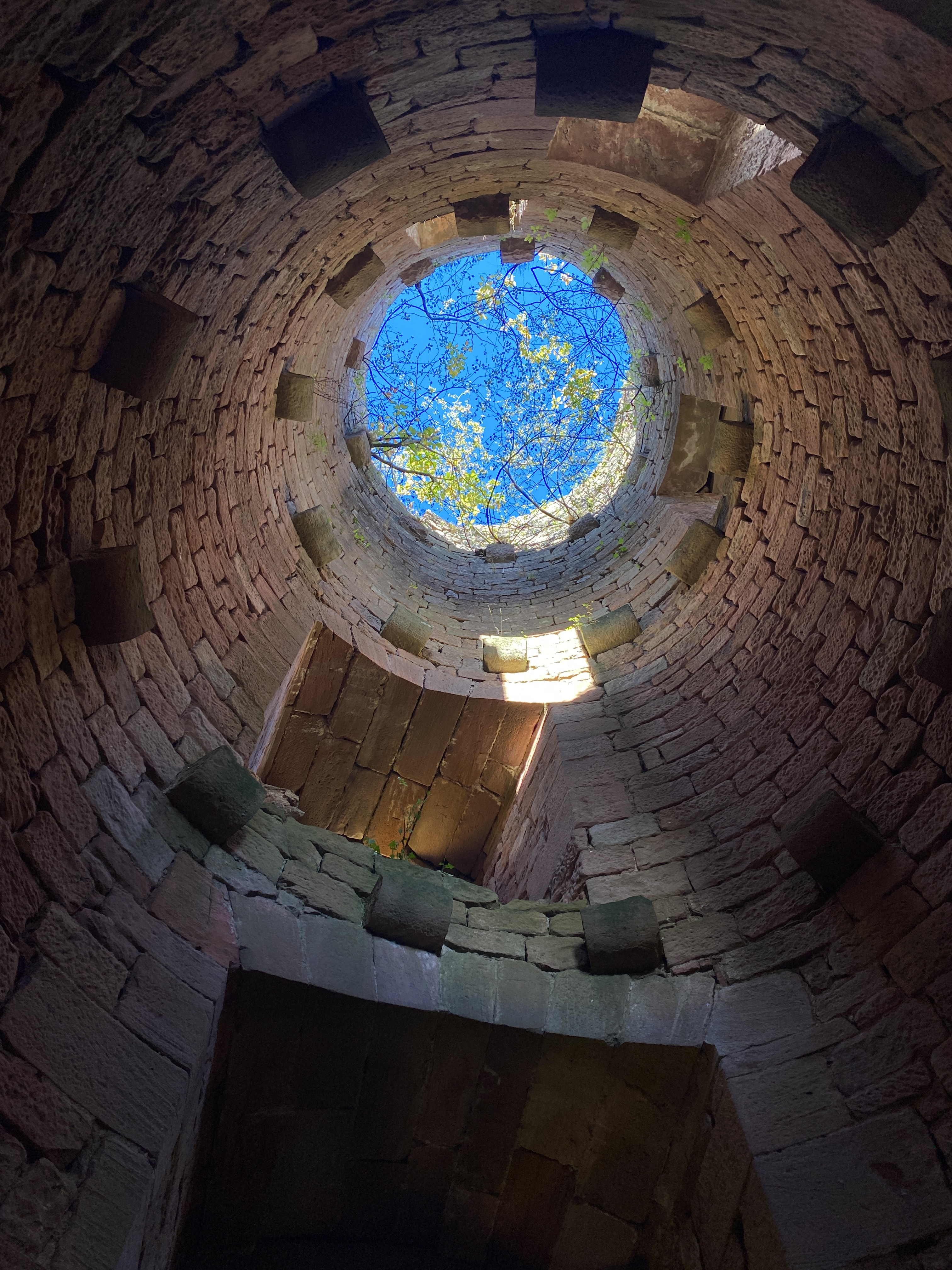
Intérieur de la tour nord du château neuf.
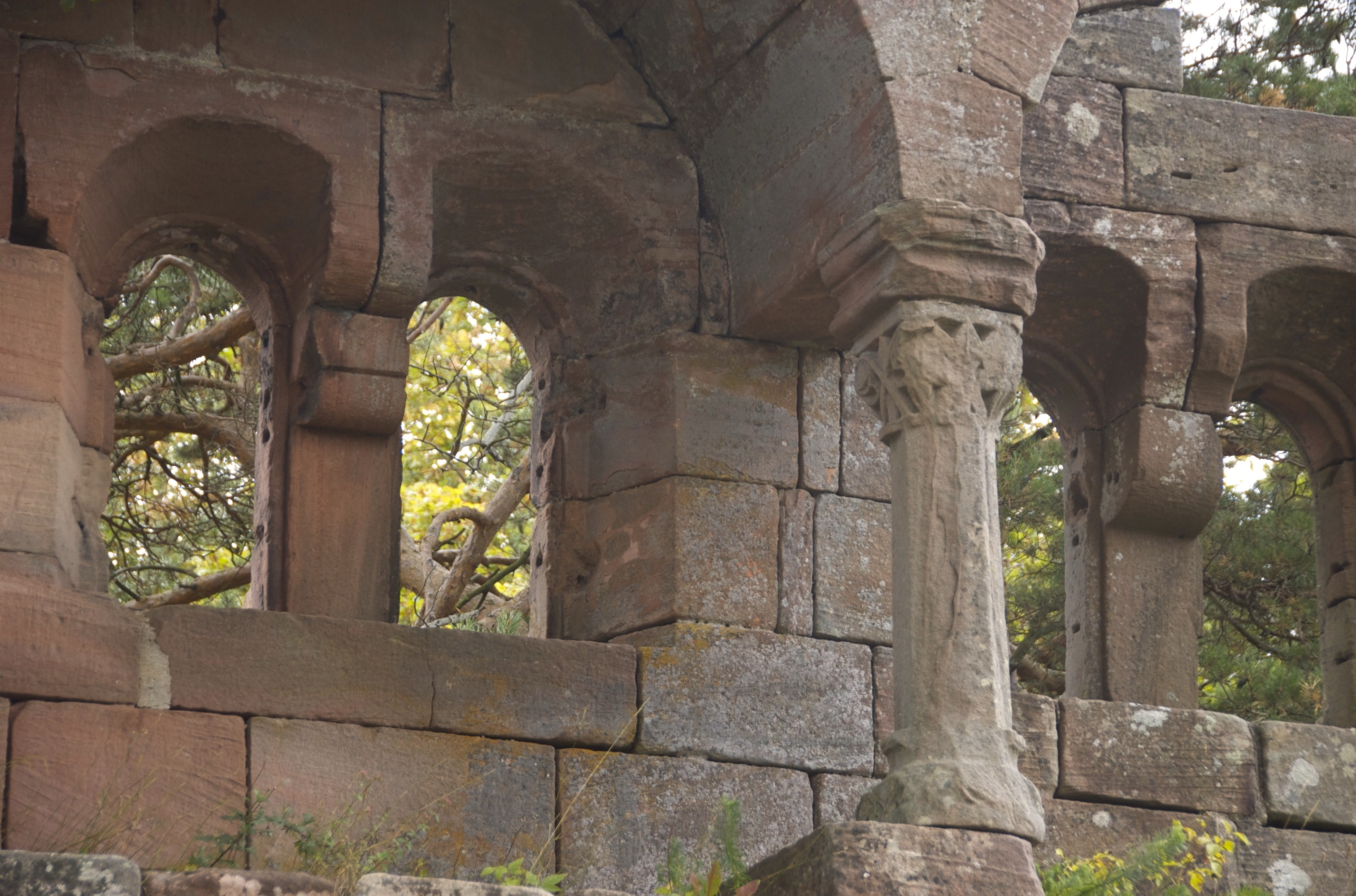
Colonne du logis intérieur sud de la partie château neuf du Landsberg.
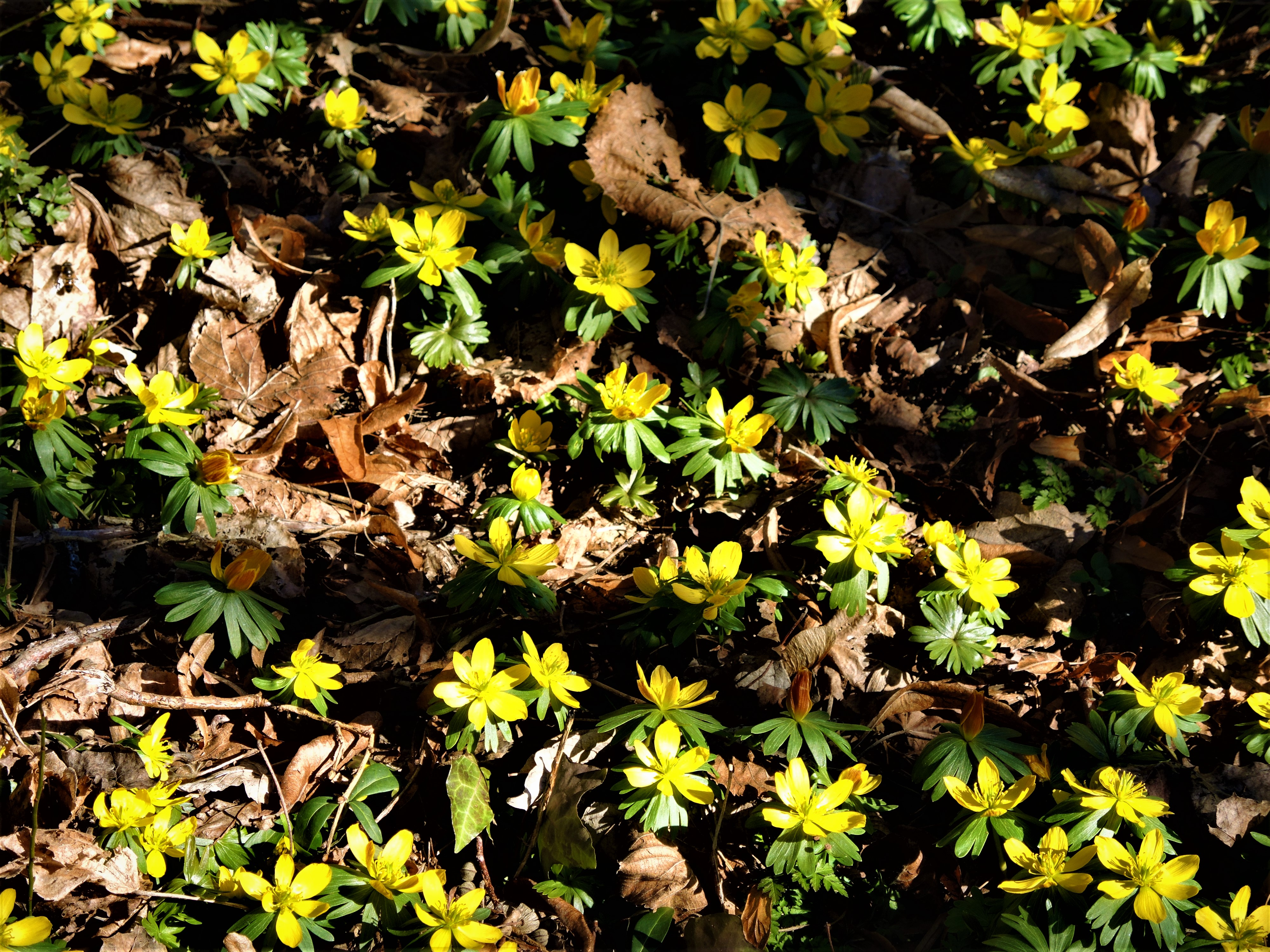
Eranthis hyemalis aux pied du Château du Landsberg.

### Les gravures anciennes

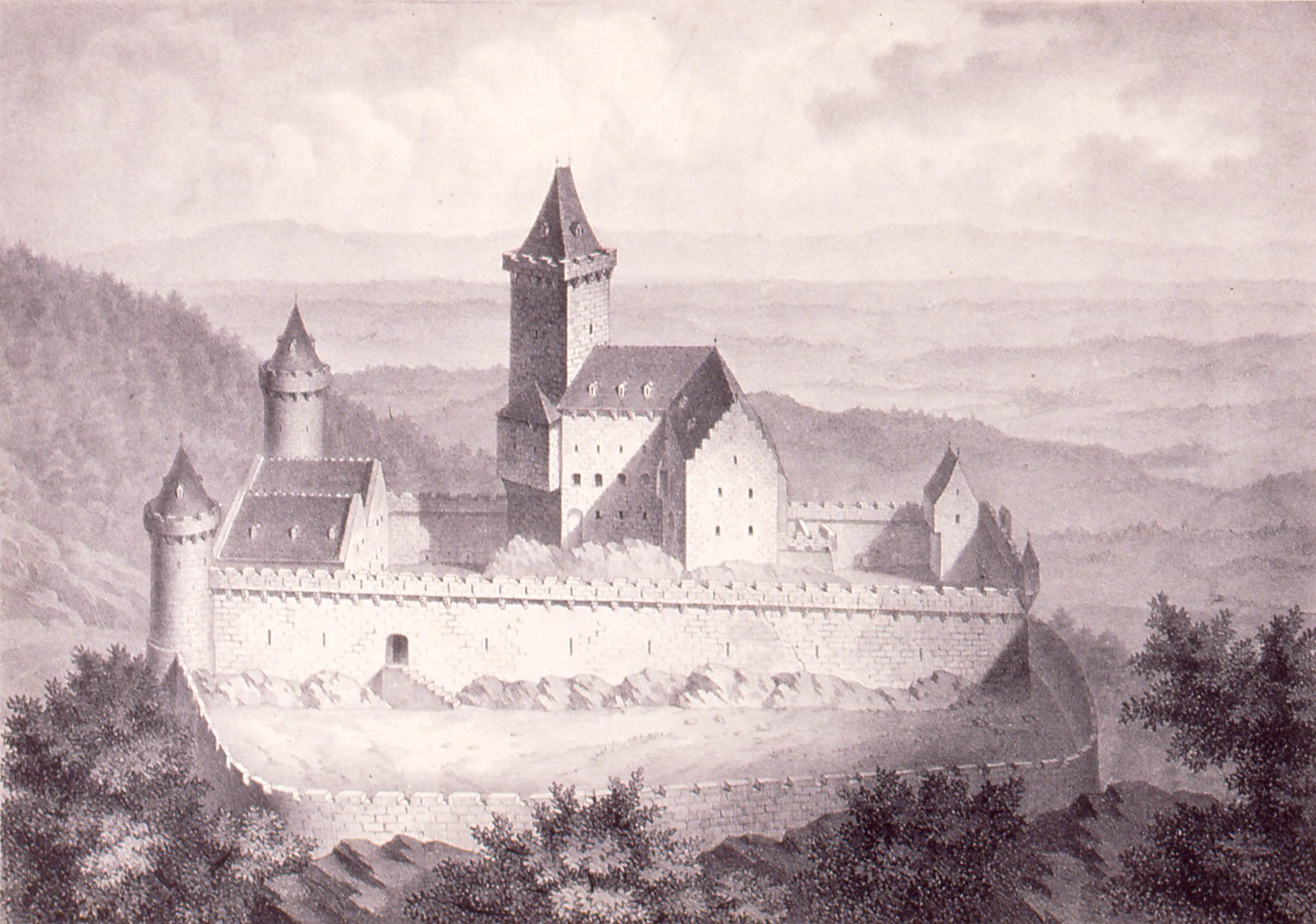
Chateau de Landsberg au 16e et 17e siecle - Friess, 19e siècle
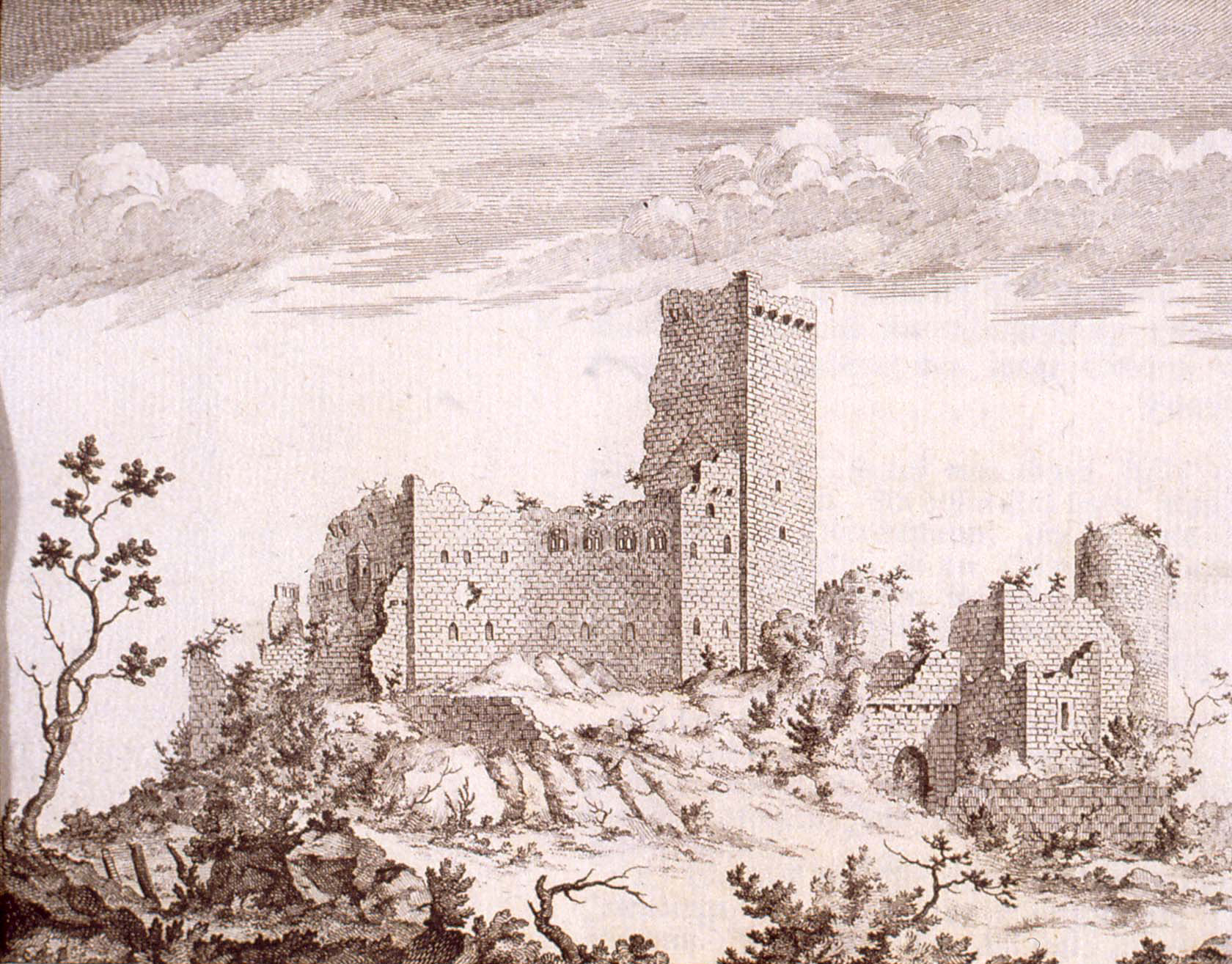
Château de Landsberg - Weiss, 1781
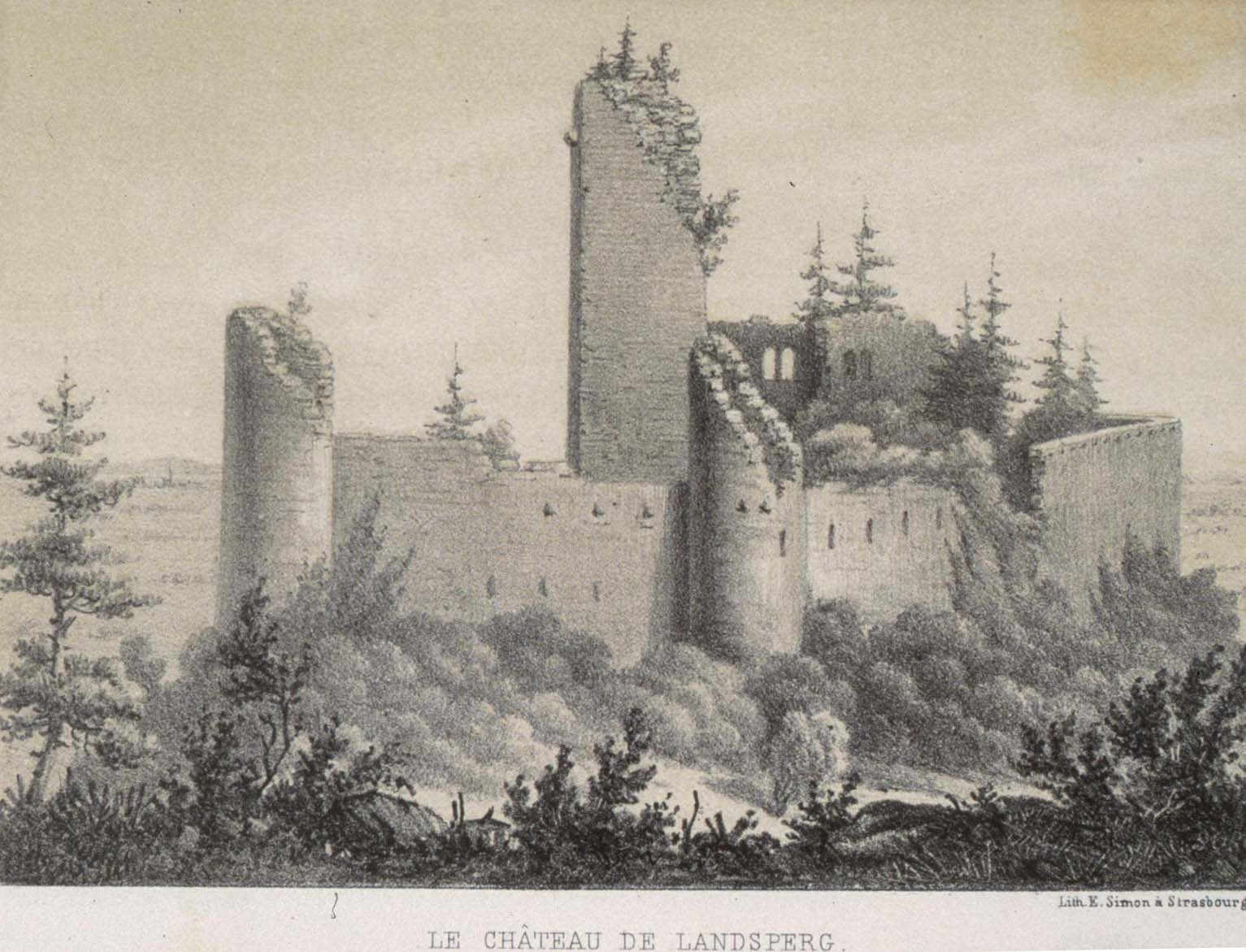
Château de Landsberg - Schir, 1859
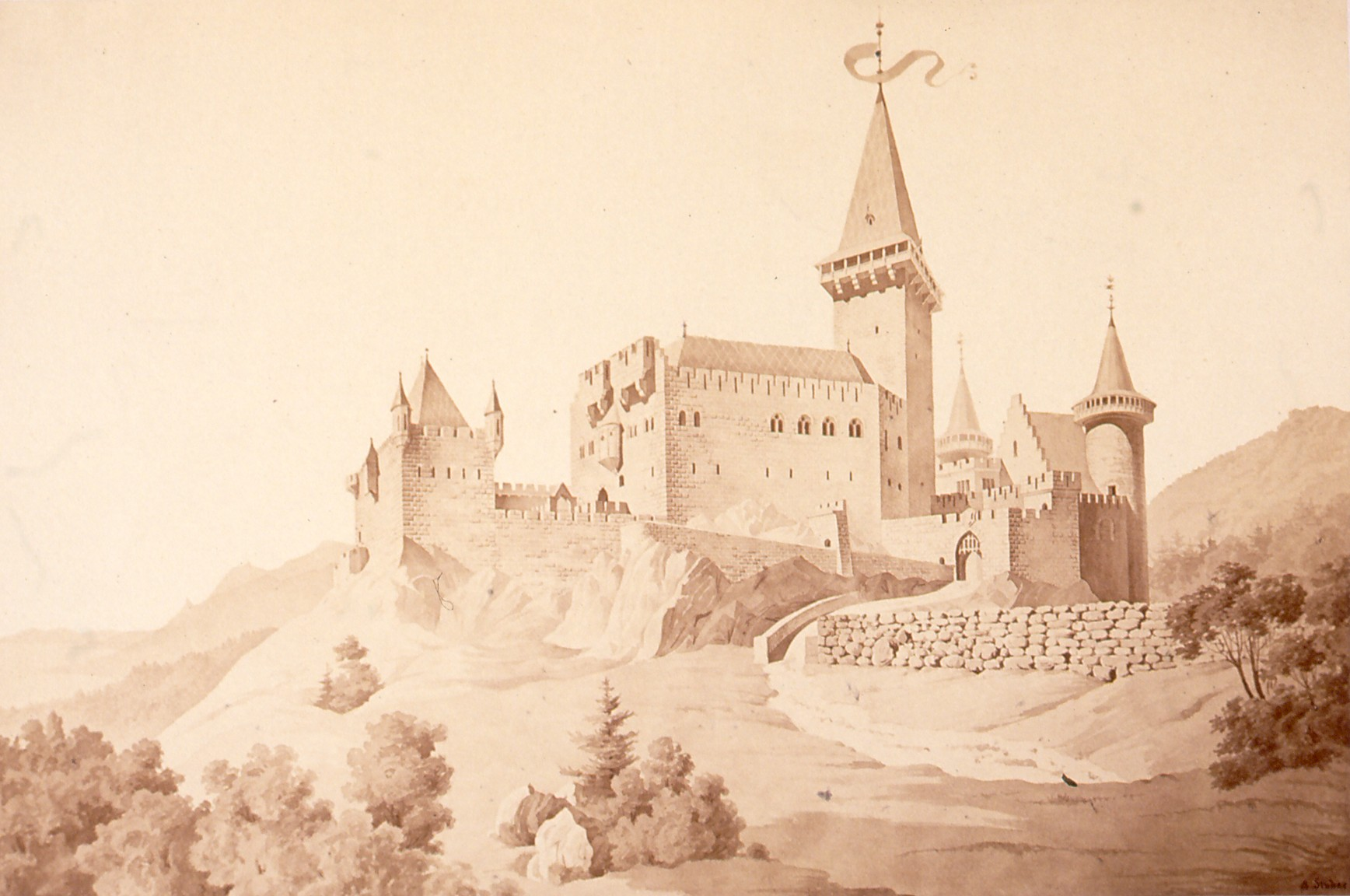
Château de Landsberg - Stuber, 1870

## Fouilles et consolidation
Le château du Landsberg a fait l'objet de plusieurs campagnes de fouilles et de consolidation du XIXe au XXIe siècle.
Entre 1859 et 1869 des travaux de restauration sont effectués par la société pour la conservation des Monuments Historiques et la famille de Turckheim.
Des plans du château sont établis,.
Un mur de consolidation réalisé lors de ces travaux s'écroule en 1979.
Pendant la Seconde Guerre mondiale, l'accès au donjon principal est restauré et le donjon sert de poste d'observation. Cet accès s'écroule en 1968.
Une campagne de dégagement sans consolidation est effectuée vers 1970 par des militaires du 12e R.A.B.
Des travaux de consolidation et trois campagnes de fouilles sont effectuées entre 1979 et 1981 sous la direction de M.D. Gaymard, architecte en chef des monuments historiques. Elles permettent d'analyser des détails d'architecture et de préciser le plan et l'évolution des bâtiments.
Trois campagnes de fouilles et de consolidation sont effectuées par Guy Bronner entre 1986 et 1988 ainsi qu'en 2008.
En 2020 une association de bénévoles Les Amis du Landsberg est créée pour sauvegarder le château.
En 2022, l'architecte du patrimoine à la Collectivité européenne d’Alsace Mathias Heissler mène avec eux un chantier collaboratif sur une dizaine de journées avec des bénévoles d’associations castrales. Les travaux permettent la restauration d'une cheminée du XIIIe siècle située dans la partie du château-neuf.

## L'éranthe d'hiver ou Schlosselblum
En 1823, le docteur Théodore Boeckel note la présence d'Eranthis hyemalis aux environs du château du Landsberg. Le botaniste alsacien Frédéric Kirschleger la décrit en 1831 comme une plante rare dans les Vosges. 
Des flores de France ou des pays environnants comme la Belgique, la Suisse, le Bade-Würtemberg, signalent également l'existence de l'éranthe d'hiver sur leurs territoires mais toujours en en soulignant la rareté.
Appelée Schlosselblum en alsacien ou parfois Herradsblemele, cette plante méditerranéenne rare dans le nord de l'Europe, l'éranthe d'hiver , pousse aux abords de ce château et y fleurit en tapis tous les ans entre janvier et mars. 
C'est une plante qualifiée de subspontanée, c'est-à-dire une plante introduite qui se reproduit mais ne se maintient qu'à proximité du lieu d'introduction. L'espèce est toxique et affecte le coeur, l'appareil digestif et respiratoire. 
Cette fleur qui pousse près du château du Landsberg est aussi porteuse d'une légende. 
Un chevalier revenant de croisade l’aurait rapportée de Terre Sainte pour l’offrir à sa belle. Et depuis, chaque année, les alentours du château se couvrent d’or en souvenir de leur amour. 
Cependant, cette fleur n'existe pas en Orient. Elle pousse dans les montagnes méditerranéennes du Centre et du Nord de l'Italie d'où elle a peut-être été rapportée pour un usage médicinal. Le rhizome broyé est en effet censé soigner les ulcères des naseaux des ânes et des chevaux. 
En Alsace, et dans l'est de la France, on ne trouve l'éranthe d'hiver à l'état sauvage qu'au pied des ruines du Landsberg. Les autres plants ont été introduits plus récemment dans des parcs, des jardins privés, mais aussi dans le Jardin Botanique de l'Université de Strasbourg et dans le parc de l'abbaye de Truttenhausen près d'Heiligenstein.